# Крымский областной Совет народных депутатов
Крымский областной Совет народных депутатов (укр. Кримська обласна Рада народних депутатів, до принятия новой конституции СССР 7 октября 1977 года — Крымский областной Совет депутатов трудящихся - укр. Кримська обласна Рада депутатів трудящих) — орган государственной власти Крымской области в составе РСФСР/УССР. Состоял из 100 мест.

## История
Первая сессия первого созыва Верховного Совета Крымской Автономной Советской Социалистической Республики в составе РСФСР состоялась 21 июля 1938 года. 30 июня 1945 года Крымская АССР была упразднена и была создана Крымская область в составе РСФСР. 26 апреля 1954 года область была передана в состав Украинской ССР.
22 марта 1991 года, после воссоздания Крымской АССР по результатам референдума, Крымский областной Совет народных депутатов был преобразован в Верховный Совет Крымской АССР согласно закону Украинской ССР от 12 февраля 1991 года «О восстановлении Крымской Автономной Советской Социалистической Республики». 19 июня того же года упоминание о восстановленной автономии было включено в конституцию Украинской ССР 1978 года.

## Председатели Исполнительного комитета Крымского областного Совета народных депутатов[8]
1. 25.6.1946 - 10.6.1949 Кривошеин, Дмитрий Александрович
2. 10.6 - 12.12.1949 Никаноров, Василий Иванович
3. 12.12.1949 - 23.9.1952 Постовалов, Сергей Осипович
4. 23.9.1952 - 16.2.1954 Полянский, Дмитрий Степанович
5. 16.2.1954 - 6.1956 Кузьменко, Михаил Григорьевич
6. 6.1956 - 9.10.1959 Филиппов, Иван Маркелович
7. 9.10.1959 - 7.12.1965 Дружинин, Владимир Николаевич
8. 18.1.1966 - 21.12.1979 Чемодуров, Трофим Николаевич
9. 21.12.1979 - 13.4.1985 Бахтин, Юрий Георгиевич
10. 13.4.1985 - 27.12.1989 Рощупкин, Александр Мефодьевич
11. 27.12.1989 - 22.3.1991 Курашик, Виталий Владимирович